# Dmitry Arkadyevich Shmidt
Dmitry Arkadyevich Shmidt (tiếng Nga: Дмитрий Аркадьевич Шмидт; 19 tháng 12 năm 1896 - 19 tháng 6 năm 1937) là một chỉ huy cao cấp người gốc Do Thái của Hồng quân, cấp bậc Sư đoàn trưởng (komdiv). Trở thành một nhà cách mạng từ trước Thế chiến thứ nhất và từng bị chính quyền Sa hoàng bắt giam, Shmidt nhập ngũ vào Quân đội Đế quốc Nga vào đầu năm 1915, tham chiến trong Thế chiến thứ nhất, thăng dần lên cấp bậc sĩ quan và từng được trao tặng Huân chương Thập tự Thánh Georgy. Sau Cách mạng Tháng Hai, ông lãnh đạo những người Bolshevik trong ủy ban sư đoàn của mình. Shmidt gia nhập Hồng quân và chiến đấu trong Nội chiến Nga, được trao tặng Huân chương Cờ đỏ. Sau khi chiến tranh kết thúc, ông giữ các vị trí chỉ huy trong các đơn vị kỵ binh, thăng tiến nhanh chóng đến chức vụ chỉ huy Lữ đoàn cơ giới hóa số 8 vào năm 1934. Năm 1936, Shmidt là một trong những sĩ quan Hồng quân đầu tiên bị bắt trong cuộc Đại thanh trừng, và bị xử tử một năm sau đó. Ông được phục hồi danh dự vào năm 1957. 

## Thân thế
Shmidt tên khai sinh là David Aronovich Gutman (tiếng Nga: Давид Аронович Гутман), sinh vào tháng 8  hoặc ngày 19 tháng 12  1896 tại Pryluky. Ông là con trai của một người thợ đóng giày nghèo  hay một nhân viên bảo hiểm.  Mẹ ông làm nghề sắp chữ tại một nhà máy sản xuất thuốc lá. Thời thơ ấu, Shmidt không đến trường mà được dạy dỗ tại nhà.

## Sự nghiệp
Thời trẻ, Shmidt làm thợ sửa xe và phóng viên ảnh, rồi trở thành công nhân xây dựng đường sắt. Khi hoạt động cách mạng, ông lấy bí danh để vinh danh nhà cách mạng Pyotr Petrovich Schmidt. Ông được trưng tập vào Quân đội Đế quốc Nga vào tháng 1 năm 1915. Cũng trong năm này, ông tham gia Đảng Bolshevik. Shmidt từng được trao tặng Huân chương Thập tự Thánh Georgy trong cả bốn bậc. Tháng 2 năm 1916, ông được phong làm sĩ quan. Shmidt bị thương ba lần và là trung úy kiêm quyền chỉ huy tiểu đoàn vào cuối cuộc chiến. Sau Cách mạng Tháng Hai, Shmidt truyền bá những tư tưởng của Bolshevik trong các binh sĩ của Phương diện quân Tây Nam và là người thành lập những biệt đội Cận vệ Đỏ đầu tiên. Shmidt lãnh đạo phe Bolshevik trong ủy ban của Sư đoàn bộ binh 164, Quân đoàn 12, Quân đoàn 7.  Vì hoạt động cách mạng, ông bị bắt và bị giam ở Mykolaiv cho đến tháng 10 năm 1917. Trong Cách mạng Tháng Mười, ông tham gia lực lượng hải quân và trở thành chỉ huy quân xung kích. Tuy nhiên, hạm đội hầu như không còn tồn tại vì sự sụp đổ của các lực lượng vũ trang.

### Nội chiến Nga
Shmidt gia nhập Hồng quân năm 1918 và tham gia chiến đấu trong Nội chiến Nga. Ông từng bị bắt bởi những người Ukraina chống Xô viết và bị kết án tử hình, nhưng may mắn thoát chết. Ông chỉ bị thương và trong thời gian Đức-Áo chiếm đóng Ukraina đã lãnh đạo lực lượng Bolshevik hoạt động ngầm. Mùa thu năm 1918, Shmidt thành lập một nhóm du kích ở khu vực Pryluky, mà về sau phát triển thành Trung đoàn Sudzhansky 7 (sau là Trung đoàn 5 Xô viết), trở thành một phần của Sư đoàn súng trường 37. Tháng 2 năm 1919, Shmidt trở thành chỉ huy Lữ đoàn 2 của sư đoàn.  Tháng 3, ông gặp người Cộng sản Hungary Szamuely Tibor, người đã đề nghị Shmidt lãnh đạo lực lượng quân sự để giúp Cộng hòa Xô viết Hungary. Tuy nhiên, việc này đã không bao giờ được thực hiện.
Tháng 4 năm 1919, Shmidt chỉ huy lữ đoàn 2 hợp nhất của Sư đoàn súng trường 37. Ngày 19 tháng 10 năm 1920, Shmidt được trao tặng Huân chương Cờ đỏ vì thành tích của mình trong việc chiếm giữ Rylsk, và giao lộ đường sắt Liubotyn gần Kremenchuk trong cuộc vượt sông Dnepr của Hồng quân. Sau đó, ông trở thành quyền chỉ huy của Sư đoàn súng trường 37. Tháng 11, ông chỉ huy lữ đoàn chiến đấu tại Tsaritsyn trong cuộc rút lui của Lực lượng Vũ trang Nam Nga. Vào ngày 19 tháng 11, Shmidt đích thân dẫn đầu lữ đoàn đánh bại các đơn vị của quân Bạch vệ. Ngày 29 tháng 11, trong cuộc tấn công tại Tsaritsyn, Shmidt bị thương nhưng vẫn tiếp tục chiến đấu. Sau khi bị thương lần thứ hai, ông đã được sơ tán. Cuối năm 1920, ông trở thành học viên một khóa học tại Học viện Bộ Tổng tham mưu.  Thời điểm này, ông gặp Aleksandr Barmin, người về sau trở thành kẻ đào tẩu khỏi Liên Xô.
Ngày 25 tháng 6 năm 1921, Shmidt được trao tặng Huân chương Cờ Đỏ lần thứ hai vì thành tích của mình tại Tsaritsyn.

### Thời kỳ giữa các cuộc chiến
Tháng 5 năm 1921, ông trở thành tham mưu trưởng Sư đoàn kỵ binh 17, chiến đấu chống lại các đơn vị tàn dư của Quân đội Nhân dân Ukraina và đánh chiếm Illintsi. Từ năm 1922 đến năm 1923, ông theo học các Khóa học Cao cấp của Học viện Quân sự Hồng quân. Shmidt là chỉ huy và chính ủy của Sư đoàn Cossack Đỏ số 2, sau đó là quyền chỉ huy của Sư đoàn Cossack Đỏ số 1 từ năm 1923 đến năm 1924. Tháng 8 năm 1924, ông trở thành chỉ huy trưởng Trường Kỵ binh số 5 Ukraina. Tháng 8 năm 1926, Shmidt trở thành tư lệnh và chính ủy của Sư đoàn kỵ binh Samara số 7.
Shmidt bị cách chức chỉ huy sư đoàn sau khi bắn vào bụng một sĩ quan xúc phạm vợ mình. Tháng 5 năm 1927, ông được bổ nhiệm làm người đứng đầu Trường kỵ binh quốc gia miền núi Bắc Kavkaz. Năm 1928, Shmidt tốt nghiệp Khóa học Nâng cao Sĩ quan Cao cấp (KUVNAS) tại Học viện Quân sự Frunze. Từ tháng 5 năm 1930, ông là Phó tham mưu trưởng Quân khu Bắc Kavkaz. Ông đã giúp đàn áp các cuộc nổi dậy của người Karachay. Từ năm 1931 đến năm 1933, Shmidt là học viên trong Nhóm đặc biệt của Học viện Quân sự Frunze, sau đó ông trở thành chỉ huy và chính ủy của Lữ đoàn cơ giới số 2. Từ tháng 2 năm 1934, Shmidt là tư lệnh kiêm chính ủy Lữ đoàn cơ giới số 8.  Ngày 26 tháng 11 năm 1935, ông được thăng cấp lên Komdiv (Sư đoàn trưởng). Tháng 5 năm 1936, ông được đề nghị trao tặng Huân chương Lenin và được bổ nhiệm làm chỉ huy trưởng Ban chỉ huy ô tô và xe tăng của Quân khu Leningrad.

### Cuộc Đại thanh trừng và cái chết
Trong Vụ án Zinoviev, Sergey Mrachkovsky cáo buộc Shmidt tội khủng bố.  Shmidt bị bắt vào ngày 6 hoặc ngày 9 tháng 7 năm 1936. Ông bị buộc tội âm mưu ám sát Kliment Voroshilov và chuẩn bị sử dụng Lữ đoàn cơ giới hóa số 8 để lật đổ quyền lực của Xô viết ở Kiev. Vào ngày 1 tháng 6 năm 1937, sau nhiều tháng bị thẩm vấn, ông thú nhận là một phần của "Tập đoàn quân sự Trotsykism" âm mưu ám sát Voroshilov và "phá hoại" lữ đoàn của mình. Shmidt được cho là đã chỉ đích danh B. Kuzmichev, Mikhail Zyuk, Vitaly Primakov và Semyon Turovsky là thành viên của âm mưu. Anh ta xác định Mikhail Tukhachevsky, Ieronim Uborevich, Innokenty Khalepsky và Iona Yakir là những kẻ cầm đầu âm mưu. Ngày 19 tháng 6 năm 1937, ông bị kết án tử hình, bị buộc tội tham gia vào một âm mưu quân sự. Shmidt đã rút lại lời thú tội của mình trong phiên tòa. Ông bị xử tử cùng ngày, là một trong những sĩ quan Hồng quân đầu tiên chết trong Đại khủng bố.
Ngày 6 tháng 7 năm 1957, Shmidt được phục hồi danh dự.

## Đời tư
Shmidt kết hôn hai lần: lần đầu với Valentina, và lần thứ hai với Aleksandra Konstantinova. Năm 1935, con gái Sashenka của ông chào đời.